# Megascolia maculata
La vespa de galet (Megascolia maculata) és una espècie d'himenòpter vespoïdeu de la família Scoliidae que viu a Europa i Pròxim Orient. És un dels himenòpters més grossos d'Europa.

## Distribució
Centre i sud d'Europa, Turquia, Síria, Israel i l'Iran.

## Descripció
Es tracta d'un dels himenòpter més grossos d'Europa, amb una llargària corporal d'entre 20 i 40 mm. Les femelles són més grosses que els mascles. Es caracteritzen pel seu color negre i ales fosques, amb quatre taques grogues a l'abdomen; les femelles tenen el cap groc.

## Hàbitat i període de vol
Viu en prats, herbassars, pastures, llocs propers a cursos d'aigua... Vola entre juny i setembre.

## Biologia

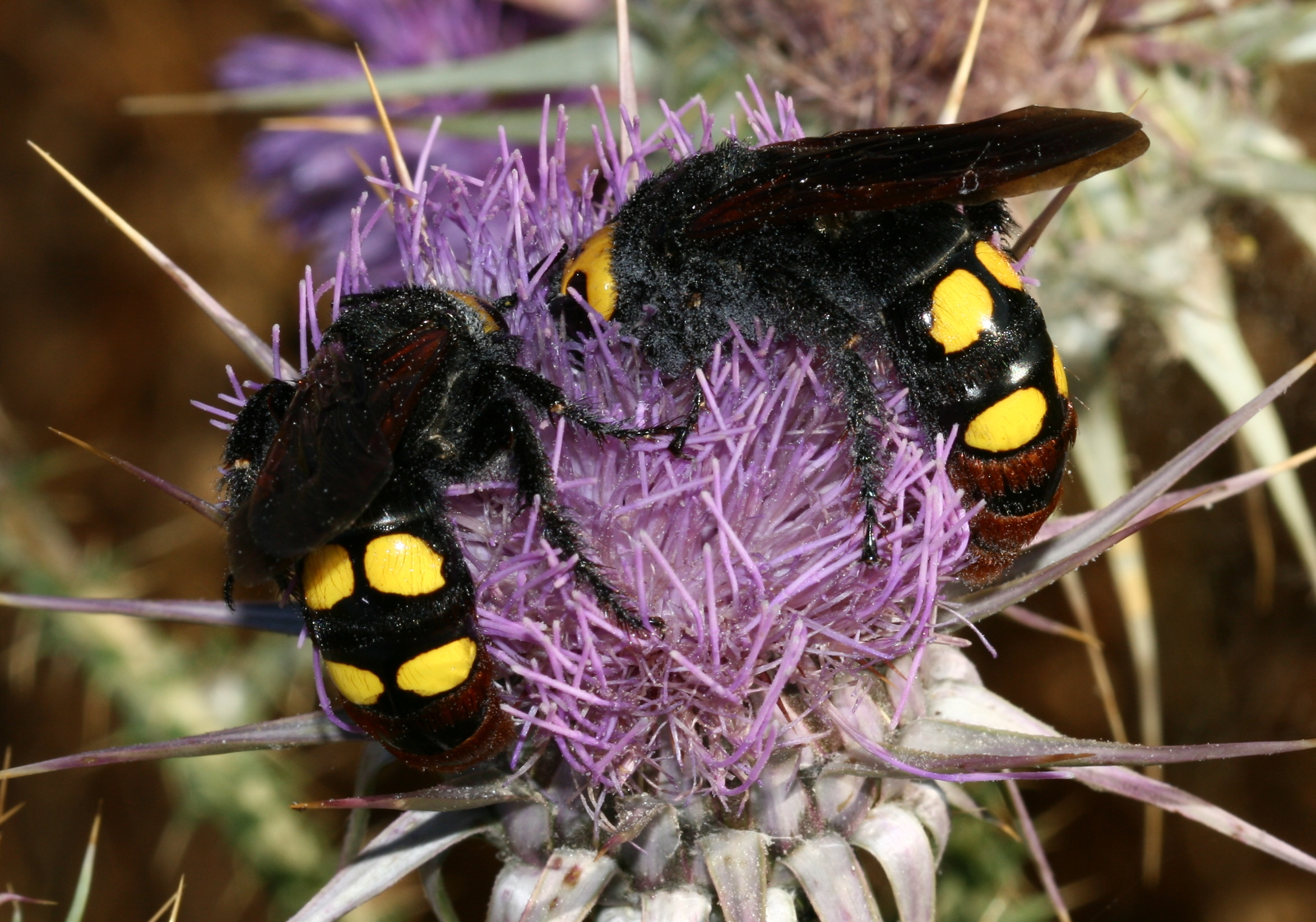
Vespes de galet mostrant els seus típics punts grocs.

Les larves s'alimenten de larves d'escarabats de la subfamília Dynastinae, especialment d'Oryctes nasicornis. Les femelles busquen per terra cavitats i forats, per on entren cercant larves d'aquests escarabats. Un cop en troben una, la paralitzen i ponen un sol ou. S'alimentaran d'aquesta fins que pupin.